# A magyar labdarúgó-válogatott 2009. szeptember 9-i mérkőzése
Előző mérkőzés - Következő mérkőzés
A magyar labdarúgó-válogatott világbajnoki selejtező mérkőzése Portugália ellen, 2009. szeptember 9-én. Eredménye: 0–1 (0–1).

## Előzmények
Ki-ki mérkőzésként aposztrofálták a sajtóorgánumok ezt az összecsapást. Mindkét csapatnak az utolsó esélye volt a javításra és létszükségletű volt a 3 pont, a döntetlen egyik félnek sem jó. A magyarok a második helyen álltak a csoportban, de a svédek elleni vereség után az előnyük egy pontra olvadt a skandináv csapat ellen, a portugálok egy esetleges győzelemmel pedig beérik a magyarokat. A két ország válogatottjainak mérlege egyoldalú. Sosem tudta legyőzni a magyar csapat a portugált, nyolc mérkőzésből 5 portugál siker és 3 döntetlen. A mérkőzés előtt hatalmas sérülés hullám rázta meg a hazaikat. Juhász Roland, Szélesi Zoltán és Rudolf Gergely játéka vált kérdésessé. A válogatott csapatkapitánya, Gera Zoltán pedig sárga lapos eltiltását töltötte.

| „                                  | Mivel mindkét együttes számára a túlélés, a továbbjutási esély megtartása a cél, biztosan remek mérkőzés lesz. A mi erősségünk is a játék, a támadás, tehát két nyílt sisakkal küzdő együttes harcára számítok. Bízom győzelmünkben, hiszen ellenkező esetben alig maradna esélyünk... | ” |
| – Carlos Queiroz, a mérkőzés előtt | |   |

Tabella a mérkőzés előtt
| #  | Csapat       | J | Gy | D | V | RG | KG | GK  | P  |
| -- | ------------ | - | -- | - | - | -- | -- | --- | -- |
| 1. | Dánia        | 7 | 5  | 2 | 0 | 14 | 3  | +11 | 17 |
| 2. | Magyarország | 7 | 4  | 1 | 2 | 9  | 4  | +5  | 13 |
| 3. | Svédország   | 7 | 3  | 3 | 1 | 8  | 3  | +5  | 12 |
| 4. | Portugália   | 7 | 2  | 4 | 1 | 9  | 5  | +4  | 10 |
| 5. | Albánia      | 8 | 1  | 3 | 4 | 4  | 8  | –4  | 6  |
| 6. | Málta        | 8 | 0  | 1 | 7 | 0  | 21 | –21 | 1  |

- Albániának és Máltának már nem maradt esélye a világbajnokságra való kijutásra.

## Az összeállítások
| 2009. szeptember 9. 837. mérkőzés vb-selejtező 2010 | Magyarország | 0 – 1   | Portugália | Puskás Ferenc Stadion, Budapest Nézőszám: 42000 Játékvezető: Stephane Lannoy (francia) |
| 2009. szeptember 9. 837. mérkőzés vb-selejtező 2010 |              | (0 – 1) | Pepe 10'   | Puskás Ferenc Stadion, Budapest Nézőszám: 42000 Játékvezető: Stephane Lannoy (francia) |

| Csapatszínek | Csapatszínek | Csapatszínek |
| Csapatszínek |              |              |
| Csapatszínek |              |              |
|              |              |              |
| '            |              |              |

| Csapatszínek | Csapatszínek | Csapatszínek |
| Csapatszínek |              |              |
| Csapatszínek |              |              |
|              |              |              |
| '            |              |              |

| MAGYARORSZÁG:        |    |                  |  |         |
|                      |    |                  |  |         |
| KA                   | 1  | Babos Gábor      |  |         |
| HV                   | 2  | Bodnár László    |  |         |
| HV                   | 4  | Juhász Roland    |  |         |
| HV                   | 3  | Gyepes Gábor     |  |         |
| HV                   | 6  | Halmosi Péter    |  | 90'     |
| KP                   | 11 | Huszti Szabolcs  |  | 65'     |
| KP                   | 5  | Tóth Balázs      |  | 50' 83' |
| KP                   | 10 | Vadócz Krisztián |  |         |
| KP                   | 8  | Dárdai Pál       |  | 65'     |
| KP                   | 7  | Dzsudzsák Balázs |  |         |
| CS                   | 11 | Torghelle Sándor |  |         |
| Cserék:              |    |                  |  |         |
| CSE                  | 12 | Király Gábor     |  |         |
| CSE                  | 13 | Mészáros Norbert |  |         |
| CSE                  | 14 | Bodor Boldizsár  |  |         |
| CSE                  | 15 | Hajnal Tamás     |  | 65'     |
| CSE                  | 16 | Fehér Csaba      |  |         |
| CSE                  | 17 | Buzsáky Ákos     |  | 83'     |
| CSE                  | 18 | Priskin Tamás    |  | 65'     |
| Szövetségi kapitány: |    |                  |  |         |
| Erwin Koeman         |    |                  |  |         |

| PORTUGÁLIA:          |    |                   |  |         |
|                      |    |                   |  |         |
| KA                   | 1  | Eduardo           |  |         |
| HV                   | 3  | José Bosingwa     |  |         |
| HV                   | 6  | Ricardo Carvalho  |  |         |
| HV                   | 15 | Pepe              |  | 10' 69' |
| HV                   | 2  | Bruno Alves       |  |         |
| KP                   | 16 | Raul Meireles     |  |         |
| KP                   | 8  | Tiago             |  | 90'     |
| KP                   | 10 | Deco              |  | 49'     |
| KP                   | 5  | Duda              |  | 77'     |
| CS                   | 9  | Liédson           |  | 82'     |
| CS                   | 7  | Cristiano Ronaldo |  |         |
| Cserék:              |    |                   |  |         |
| CSE                  | 4  | Rolando           |  | 90'     |
| CSE                  | 11 | Simao             |  | 49'     |
| CSE                  | 12 | Beto              |  |         |
| CSE                  | 13 | Miguel Veloso     |  |         |
| CSE                  | 14 | Nuno Gomes        |  |         |
| CSE                  | 17 | Nani              |  | 82'     |
| CSE                  | 12 | Joao Moutinho     |  |         |
| Szövetségi kapitány: |    |                   |  |         |
| Carlos Queiroz       |    |                   |  |         |

|  |

## A mérkőzés
A Puskás Ferenc Stadionban látta vendégül a magyar válogatott Portugáliát. Világbajnoki selejtezőre 42000 fő volt kíváncsi, azaz telt ház előtt került sor a mérkőzés megrendezésére. A válogatott nem játszott alárendelte szerepet, mégis a vendégek első helyzetükből Pepe által gólt szereztek. A portugál hátvéd a mérkőzés 10. percében Deco szabadrúgásából betalált. Babos Gábor ha egy kicsivel is, de lekésett a labdáról, Pepe jó helyen volt és befejelte. Kísértetiesen hasonlított a svédek első góljára. A kapott gól nem törte meg a nemzeti csapatot, nyomás alatt tartotta az ellenfelet, aki a vezetés után visszaállt és nem erőltette meg magát. A maradék helyzeteket amiket az ellenfél kialakított sikeresen megállította a magyar csapat. Dzsudzsák Balázs szabadrúgásai okoztak igazából veszélyt a portugál kapura. Az egyenlítés így is elmaradt. A második félidőben a magyarok főleg a védelemre koncentráltak, az egyenlítés másodlagosnak tűnt. Ez fakadhatott a portugál kontrajáték megakadályozásából. Ahogy fogyott az idő úgy a passzok is pontatlanabbak lettek a hazaiaknál. Erwin Koeman kettős cserével próbálta felrázni a csapatot. Bodnár László szintén szabadrúgásból veszélyeztetett. A hajrában mindent megtettek a magyarok, de végül a luzitán csapat vitte haza a három pontot. Sajnos ezzel a vereséggel már csak matematikai esélye maradt a hazai gárdának, hogy ott legyen Dél-Afrikában.

| „                               | Túl sokat hibáztunk az elején, a portugáloknak két igazán nagy helyzetük volt, és ezek közül az egyiket értékesítették is. Motiváltan futballoztunk, de sajnos volt néhány olyan hibánk, ami ezen a szinten nem elfogadható. Többet kellett volna forgatni a labdát, az utolsó passzok rendre nem sikerültek. Játékosaink mindent megtettek, de sajnos most csak ennyire futotta tőlük. A portugál válogatott ellen taktikailag és technikailag is jobbnak kell lenni a három pont megszerzése érdekében. | ” |
| – Erwin Koeman, a mérkőzés után | |   |

| További eredmények  | További eredmények | További eredmények | További eredmények |
| ------------------- | ------------------ | ------------------ | ------------------ |
| 2009. szeptember 9. | Málta              | 0 – 1              | Svédország         |
| 2009. szeptember 9. | Albánia            | 1 – 1              | Dánia              |

Tabella a mérkőzés után
| #  | Csapat       | J | Gy | D | V | RG | KG | GK  | P  |
| -- | ------------ | - | -- | - | - | -- | -- | --- | -- |
| 1. | Dánia        | 8 | 5  | 3 | 0 | 15 | 4  | +11 | 18 |
| 2. | Svédország   | 8 | 4  | 3 | 1 | 9  | 3  | +6  | 15 |
| 3. | Portugália   | 8 | 3  | 4 | 1 | 10 | 5  | +5  | 13 |
| 4. | Magyarország | 8 | 4  | 1 | 3 | 9  | 5  | +4  | 13 |
| 5. | Albánia      | 9 | 1  | 4 | 4 | 5  | 9  | –4  | 7  |
| 6. | Málta        | 9 | 0  | 1 | 8 | 0  | 22 | –22 | 1  |

- Portugália és Magyarország sorrendjét az összesített gólkülönbség határozza meg.
- Albániának és Máltának már nem maradt esélye a világbajnokságra való kijutásra.

## Örökmérleg a mérkőzés után
| Magyarország | :         | Portugália |
| ------------ | --------- | ---------- |
| 0            | Győzelem  | 6          |
| 3            | Döntetlen | 3          |
| 7            | Gólok     | 20         |
| 3/27         | Pontok    | 21/27      |
| 11           | %         | 77         |

Előző mérkőzés - Következő mérkőzés

## Lásd még
- Magyar labdarúgó-válogatott